# Buell-Halbinsel
Die Buell-Halbinsel ist eine vereiste Halbinsel an der Pennell-Küste des ostantarktischen Viktorialands. Sie liegt zwischen den unteren Abschnitten des Lillie-, George- und Sikow-Gletschers am nordwestlichen Ende der Anare Mountains. Die Halbinsel ist 24 km lang, maximal 13 km breit und endet am Kap Williams.
Luftaufnahmen fertigte die United States Navy bei der Operation Highjump (1946–1947) sowie zwischen 1960 und 1962 an. Der United States Geological Survey kartierte sie anhand seiner von 1962 bis 1963 durchgeführten Vermessungen. Das Advisory Committee on Antarctic Names benannte sie nach Kenneth Richard Buell (* 1934) von der US Navy, Navigator and Bord von Flugzeugen der Flugstaffel VX-6 in Antarktika von 1965 bis 1966 sowie zwischen 1966 und 1967.